# Castillo de Tobed
El castillo de Tobed era una fortaleza de la Orden del Santo Sepulcro ubicada en el municipio español de Tobed, en la provincia de Zaragoza.

## Catalogación
El Castillo de Tobed está incluido dentro de la relación de castillos considerados Bienes de Interés Cultural, en virtud de lo dispuesto en la disposición adicional segunda de la Ley 3/1999, de 10 de marzo, del Patrimonio Cultural Aragonés. Este listado fue publicado en el Boletín Oficial de Aragón del 22 de mayo de 2006.